# Chiến sĩ Việt Nam (bài hát)
Chiến sĩ Việt Nam là một ca khúc do Nhạc sĩ Văn Cao sáng tác đầu thập niên 40, khoảng năm 1944, lúc quân đội Việt Nam còn chưa được thành lập. Cùng lúc, Văn Cao còn viết những ca khúc khác như Hải quân Việt Nam, Không quân Việt Nam... cho các binh chủng tương lai, trước khi ông lên Việt Bắc theo kháng chiến chống Pháp. Thời kỳ này cũng là thời kỳ Văn Cao vừa chứng kiến sự bi thương của người dân chạy loạn tại Hà Nội đang ăn chơi (ông viết bài thơ Chiếc xe xác qua phường Dạ Lạc năm 1946) vừa chứng kiến không khí hào hùng trước khởi nghĩa.
Sau khi Văn Cao bị chỉnh huấn sau vụ Nhân văn Giai phẩm, cũng như các ca khúc Không quân Việt Nam, Hải quân Việt Nam, ca khúc này không còn được phép phổ biến tại miền Bắc nhưng đã được hát rộng rãi tại miền Nam Việt Nam. Sau thời đổi mới, lần lượt một số ca khúc của Văn Cao được phép phổ biến trở lại trên toàn quốc. Bài hát này có trong danh sách nhạc phẩm xét tặng giải thưởng Hồ Chí Minh cho cố nhạc sĩ Văn Cao.